# 利努斯·比倫德
卡爾·利努斯·比倫德（瑞典語：Carl Linus Bylund，1978年1月2日—）是一位瑞典政治人物，隸屬於瑞典民主黨。他在2014年當選瑞典國會議員，而之前則曾經任職該黨領袖兼國會議員伊米·奧克松的新聞秘書以及議會內的瑞典民主黨黨團幕僚長。

## 早年生活
利努斯·比倫德於該國首都斯德哥爾摩出生，他的首年在郊區林克比（Rinkeby）度過，隨後與家人和四名兄弟姐妹移至雷梅爾斯霍爾梅（Reimersholme）居住。比倫德的父母是公務員，並積極參加瑞典社會民主黨之活動。利努斯·比倫德於14歲時開始聆聽以彈奏「維京搖滾樂」（Vikingarock）著名的瑞典樂隊「最遠的北方」（拉丁語：Ultima Thule）之歌曲，這個事件使他對民族主義產生興趣。1997年，由於比倫德在色情商店外與警察發生衝突，讓他於2002年遭到法院以「向公共執法人員施行暴力」的罪名進行起訴。

## 從政之路
利努斯·比倫德在2002年加入瑞典民主黨，但要到2010年斯德哥爾摩地方選舉時才成功入選該黨的候選名單，可是瑞典民主黨最終卻得不到任何斯德哥爾摩市議會議席。後來該黨於2010年瑞典大選首次順利進入瑞典國會，比倫德便擔任議員兼黨領袖伊米·奧克松的新聞秘書，隨後更升職至幕僚長。
利努斯·比倫德的部分公眾言論曾引起爭議，包括他曾經在2011年挪威爆炸和槍擊事件發生後同日於推特發文稱「下一個在該死的挪威人於街上躺臥之時候同情所有穆斯林的魔鬼將被取消關注」。後來比倫德聲稱由於那個時候其推特帳戶已充斥著把挪威槍擊事件以及幾起在中東發生的炸彈襲擊事件互相比較之推文，因此他當時才表達這樣的言論。
2014年，利努斯·比倫德被委任為瑞典民主黨選舉準備委員會其中一名成員，該委員會的功能是提名候選人名單以代表該黨參加同年舉行的2014年瑞典大選。但因為比倫德和其他兩名選舉準備委員會成員最後均能入選到候選名單，所以引起了部分草根黨員批評。
最終利努斯·比倫德成功透過該年大選進入瑞典國會，不久後他更獲選為議會內的社會保險委員會（Socialförsäkringsutskottet）其中一名成員。後來黨領袖伊米·奧克松於選舉過後因感到倦怠而決定向瑞典國會請病假，當地報章今日新聞（Dagens Nyheter）便把比倫德描述為奧克松在2014年瑞典大選中一位極其重要的助手，可是利努斯·比倫德卻表示該報導為虛構且錯誤的。
另一方面，比倫德與托馬斯·林達赫爾（Tomas Ringdahl）共同組成雙人搖滾樂隊「科爾珀加」（Korpöga），他們為瑞典民主黨創作了不少歌曲，例如曾於2010年以及2014年大選時在該黨競選活動中播放的「我們現在進行中」（Vi är på gång nu）一曲。

## 個人生活
利努斯·比倫德與上一任伴侶育有三名子女，而其興趣則包括釣魚。此外，他定期會和喜劇家以及瑞典民主黨評論員索蘭·伊斯邁爾（Soran Ismail）享用午餐，這個習慣使比倫德得到更多人注意，並因而能夠於2013年在瑞典電台（Sveriges Radio）一個關於伊斯邁爾的紀錄片上亮相。

## 外部連結
- 瑞典國會網站內的利努斯·比倫德官方資訊（页面存档备份，存于）